# Clear Lake (Oregon)
Clear Lake az Amerikai Egyesült Államok északnyugati részén, Oregon állam Marion megyéjében elhelyezkedő önkormányzat nélküli település.